# نخست‌وزیر اسرائیل
نخست‌وزیر اسرائیل (به عبری: רֹאשׁ הַמֶּמְשָׁלָה، در لغت به معنای رئیس دولت) رئیس دولت اسرائیل و قدرتمندترین فرد در عرصه سیاسی اسرائیل است. اگرچه رئیس‌جمهور اسرائیل، رئیس کشور است اما مقام او عمدتاً تشریفاتی است و نخست‌وزیر زمام امور را در دست دارد. محل اقامت رسمی نخست‌وزیر در اورشلیم است. نخست‌وزیر فعلی بنیامین نتانیاهو از حزب لیکود است.

پس از انتخابات، رئیس‌جمهور یکی از اعضای کنست را که مورد حمایت اکثریت سران احزاب است را نامزد پست نخست‌وزیری می‌کند. این نامزد برای تصدی مقام نخست‌وزیری باید رای اعتماد کنست را کسب کند. عملاً، نخست‌وزیر رهبر بزرگ‌ترین حزب در ائتلاف حاکم است.

در حد فاصل سال‌های ۱۹۹۶ تا ۲۰۰۱ نخست‌وزیر با رای مستقیم مردم و بدون دخالت کنست انتخاب می‌شد.

## نگارخانه

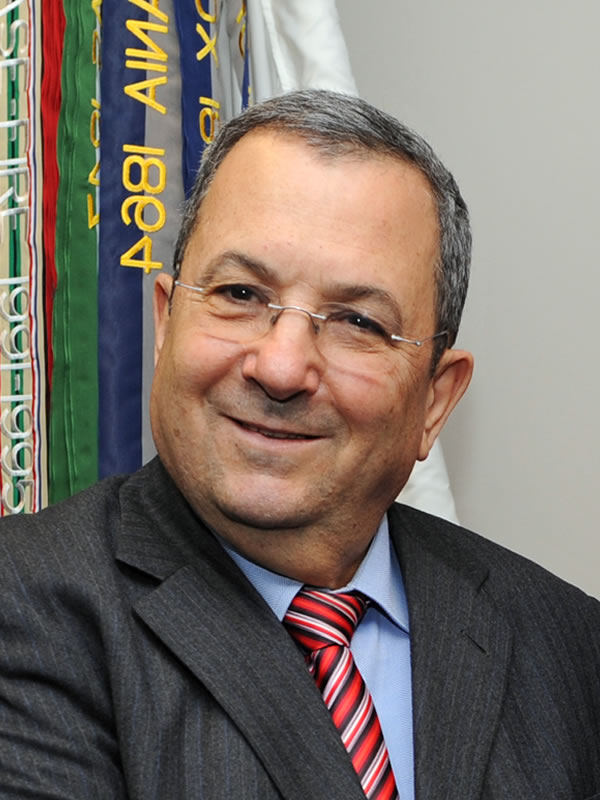
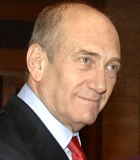